# نظام العقوبات في الصين
نظام العقوبات في الصين هو نظام الاعتقال الإداري والحبس القضائي. تشير التقديرات من عام 2020، إلى أن 1.7 مليون شخص قد سُجنوا في الصين، وهو ثاني أعلى عدد من السجناء بعد الولايات المتحدة. تحتفظ الصين باستخدام عقوبة الإعدام بموافقة المحكمة الشعبية العليا، وهناك نظام لعقوبة الإعدام مع الإعفاء المؤقت حيث يتم تعليق الحكم ما لم يرتكب المحكوم عليه جريمة كبرى أخرى في غضون عامين أثناء احتجازه.

## إقراره
بعد فوز الحزب الشيوعي الصيني بالحرب الأهلية الصينية تم البدء بتطبيق العمل الجزائي في الخمسينيات من القرن العشرين، ووفقًا للمؤرخ جون ديلوري "دمجت نظرية العقوبات الشيوعية المفاهيم الكونفوشيوسية والبوذية التقليدية للتحول مع التقنيات السوفييتية." كما صدر قانون السجون لجمهورية الصين الشعبية في 20 ديسمبر 1994، ومنذ ذلك الحين، أصبح نظام السجون يعمل تحت إشراف مكتب إدارة السجون التابع لوزارة العدل.

## مؤسسات السجون
جميع السجون في الصين تدير أعمالًا تستخدمها لتمويل عملياتها. يمكن لضباط السجن الحصول على مكافآت مقابل الأداء المالي والتجاري. 

## إحصائيات
بلغ عدد المسجونين في عام 2015، التي تديرها وزارة العدل 1,649,804 سجيناً، بمعدل سكاني قدره 118 سجيناً لكل 100 ألف نسمة. وبإضافة عدد المعتقلين في مراكز الاحتجاز التابعة لوزارة الأمن العام والذي بلغ 650 ألفاً حسب تقارير عام 2009، فإن إجمالي عدد المسجونين يبلغ 2.3 مليون نسمة، ويرتفع المعدل إلى 164 لكل 100 ألف نسمة. في نفس التقرير يلاحظ أن السجينات يشكلن حوالي 6.5% ، والأحداث 0.8%، والأجانب 0.4% من إجمالي عدد السجناء في منشآت وزارة العدل.

## الاعتقالات التحقيقية
يُعفى أعضاء مجلس الشعب المحلي أثناء فترة ولايتهم من الاحتجاز أو الملاحقة الجنائية دون موافقة مسبقة من اللجنة الدائمة للهيئة التشريعية المختصة. تستخدم الشرطة الصينية وأجهزة الأمن التعذيب بشكل روتيني للحصول على اعترافات ومعلومات من المعتقلين.

#### إداري
يمكن لضباط الأمن العام استدعاء المدنيين لأغراض التحقيق، ويمكنهم استخدام القوة عندما يرفض المدني التعاون وعندما يوافق على ذلك ضابط أعلى. وينص قانون العقوبات الخاص بإدارة الأمن العام على أنه لا يجوز للشرطة استجواب المواطن أكثر من ثماني ساعات، إلا إذا كان لدى المواطن مخالفة قد تؤدي إلى الاعتقال الإداري، وفي هذه الحالة يمكن تمديد الاستجواب إلى 24 ساعة. كما ينص قانون الإجراءات الجنائية على أنه لا يجوز للشرطة استجواب شخص لأكثر من اثنتي عشرة ساعة، إلا إذا كان هذا الشخص مشتبهًا رئيسيًا في جريمة، وفي هذه الحالة يمكن تمديدها إلى أربع وعشرين ساعة.
إذا عثرت الشرطة على أدلة كافية لارتكاب جريمة، فيمكنها تقديمها إلى المدعي العام وطلب الإذن بالاعتقال، أو إذا كانت الأدلة محدودة أو تعتبر جنحة، فيمكنها فرض الاحتجاز الإداري لمدة تصل إلى أربعة عشر يومًا. يتمتع ضباط أمن الدولة بحقوق وصلاحيات مماثلة لضباط الأمن العام.

#### النيابة العامة
يمكن للنيابة العامة الموافقة على الاعتقال عندما يكون هناك سبب بناءً على طلبات من الشرطة أو في بعض الأحيان من تلقاء نفسها. بالنسبة للجرائم المتعلقة بالموظفين العموميين، يتم وضع المشتبه به في الاحتجاز الجنائي (التحقيقي)، والذي يمكن أن يستمر لمدة شهرين، وبموافقة من المكتب الأعلى، يمكن تمديده إلى سبعة أشهر.

#### قضائي
يمكن للمحاكم الشعبية استدعاء المواطنين، وبموافقة رئيسها القضائي، اعتقال الأشخاص الذين يرفضون التعاون. قد تصل مدة الاحتجاز القضائي إلى أربعة عشر يوماً، وعادة ما يتم ذلك تحت إشراف إدارات الأمن العام.

#### إشرافي
يمكن للجان الإشراف التي أنشئت في مارس 2018 احتجاز الموظفين الحكوميين والسياسيين المشتبه في تورطهم في الفساد عندما يكون لديها مجموعة من الأدلة، ويجب الحصول على موافقة الاحتجاز من قبل لجنة عليا أو اللجنة الوطنية، وقد يصل تطبيق الاحتجاز السياسي لمدة تصل إلى ثلاثة أشهر، ويمكن تمديده مرة واحدة لمدة ثلاثة أشهر عند الموافقة عليه من قبل لجنة عليا. لا يُسمح دائمًا للموظفين الحكوميين المعتقلين برؤية أي شخص، بما في ذلك محاميهم. وهذا مسموح به بموجب قانون الرقابة.

## العقوبات

#### إداري
إن إدارات الأمن العام وأمن الدولة هما الإدارتان التابعتان للسلطة الإدارية اللتان يمكنهما تقييد حرية الشخص. في حالة انتهاك قانون العقوبات الإدارية ، يمكن للشرطة فرض عقوبات من تلقاء نفسها.
الحبس الإداري
يتم إعفاء المراهقين الذين تبلغ أعمارهم ستة عشر عامًا أو أقل والنساء الحوامل أو اللاتي يرضعن طفلًا أقل من عام واحد. المراهقون الذين تتراوح أعمارهم بين ستة عشر إلى ثمانية عشر عامًا معفون من جنحة أولى. كما يمكن فرض إعادة التأهيل الإجباري على مدمني المخدرات الذين يرفضون إعادة التأهيل المجتمعي، أو الذين عادوا لتعاطي المحدرات بعد إعادة التأهيل المجتمعي السابق لمدة عامين عادة.

#### قضائي
بالنسبة لمن تتم محاكمته وإدانته، يجوز للمحكمة أن تحكم عليه بالعقوبات التالية المقيدة للحرية وفقاً للقانون:
تتراوح مدة الاحتجاز الجنائي من شهر إلى ستة أشهر في مكان قريب من محل إقامة الشخص، تحت إشراف إدارة الشرطة المحلية، ويُسمح للمحكوم عليه بالعودة إلى منزله لمدة يوم أو يومين في الشهر. يوفر لهم العمل أثناء احتجازهم مقابل بعض المال.
تتراوح مدة السجن المحددة من ستة أشهر إلى خمسة عشر عامًا، أو عند الإدانة بارتكاب جرائم متعددة، يكون الحد الأقصى عشرين عامًا أو مجموع المدة المحكوم بها، أيهما أقل. إذا تم تخفيض عقوبة الإعدام، فإن المدة ستكون خمسة وعشرون عامًا. إذا تم تخفيض العقوبة من السجن المؤبد، فإن المدة ستكون عشرين عامًا.
تم فرض عقوبة السجن المؤبد دون الإفراج المشروط في القانون الجنائي في 11 ديسمبر 2015، وهي تنطبق على المدانين بالاختلاس. كما يمكن تخفيض مدة السجن المؤبد من إجمالي الوقت الذي قضاه المحكوم على أن لا يقل عن عشر سنوات.
يتم استبدال عقوبة الإعدام مع تأجيل التنفيذ لمدة عامين إلى السجن مدى الحياة إذا لم يرتكب المحكوم عليه جريمة خطيرة خلال فترة العامين، أو السجن لمدة محددة إذا ساعد المحكوم عليه في حل جريمة كبرى، أو ساهم بشكل كبير في المجتمع. يمكن تخفيض عقوبة الإعدام مع تأجيل التنفيذ دون الإفراج المشروط تلقائيًا إلى السجن مدى الحياة دون الإفراج المشروط إذا لم يتم ارتكاب جريمة أخرى خلال فترة العامين.
يجب الموافقة على عقوبة الإعدام مع التنفيذ الفوري من قبل المحكمة الشعبية العليا. ولا تُطبق عقوبة الإعدام على النساء الحوامل، والقاصرين، وفي معظم الحالات كبار السن الذين تزيد أعمارهم عن 70 عامًا. إذا تم العثور على امرأة حاملاً في أي وقت أثناء احتجازها أو سجنها قبل الإعدام، حتى لو أجهضت، فسيتم إلغاء الإعدام، وعلى المحكمة إعادة تحديد الحكم المناسب. يتم خصم وقت الاحتجاز قبل المحاكمة من الوقت الفعلي اللازم للخدمة، وبالنسبة لأولئك المحكوم عليهم بالمراقبة العامة، فسيتم احتساب يوم احتجاز واحد على أنه يومين قضاهما المحكوم عليهم.

## إدارة السجون
تتم إدارة السجون من قبل إدارات العدل المحلية، وإدارة مراكز الاحتجاز. بالنسبة للمحكوم عليهم بالاحتجاز الإداري أو الجنائي، يتم إدارة زنزانات الاحتجاز من قبل إدارة الشرطة المحلية. بالنسبة للمحكوم عليهم بالسجن لمدة محددة أو مدى الحياة أو الإعدام، يتم قبولهم في السجون التي تديرها إدارة السجون المحلية التي تشرف عليها وزارة العدل.

#### مراكز الاحتجاز
تتم إدارة مراكز الاحتجاز من قبل إدارة الأمن العام المحلية، تحت إشراف وزارة الأمن العام، وتختلف حالة مراكز الاحتجاز، وتدار فقط ضمن اللوائح الداخلية التي وضعتها وزارة الأمن العام وإدارة الأمن العام الإقليمية.
مركز الاحتجاز الإداري، يستخدم للاحتجاز الإداري أو القضائي لمدة تقل عادةً عن عشرين يومًا. يقع عادة داخل مركز أمن عام ويحرسه الشرطة، ويتم إطلاق سراح المعتقلين خلال عشرين يومًا. 
مركز الاحتجاز العام، يستخدم للمشتبه بهم في تحقيق جنائي مستمر لحين صدور قرار القضاء. كما يتم فيه تنفيذ عقوبة السجن لمدة محددة مع أقل من ثلاثة أشهر من العقوبة الفعلية في وقت صدور الحكم. وتخضع هذه المنشآت لمراقبة شرطة الشعب المسلحة ، ولكن يتم إدارتها من قبل إدارة الأمن العام. لا يُطلب من الأشخاص الذين صدر بحقهم حكم لفترة قصيرة القيام بأعمال أشغال شاقة، ولكن الأشخاص االمحكومين لفترة طويلة قد يحتاجون إلى القيام بها. إن الأداء الجيد عند العمل في نظام العمل الجزائي يمكن أن يؤدي إلى خصم وقت من عقوبة السجين. أحياناً تكون مراكز الاحتجاز في نفس المكان أو قريبة من بعضها البعض، مع درجة معينة من الانفصال.

#### السجون
السجون عادة ما تكون كبيرة الحجم وتخضع لإشراف مكتب إدارة السجون الذي يخضع لسيطرة وزارة العدل وفقاً لقانون السجون. الاستثناء الوحيد هو سجن تشينشينغ، الذي تديره وزارة الأمن العام. مديرو السجون هم أعضاء من شرطة الشعب، وتشرف النيابة العامة على السجون الخاضعة لولايتها القضائية، وهي ملزمة بضمان حماية حقوق السجناء وتشغيل السجون بشكل قانوني. تتمتع السجون بظروف معيشية أفضل من مراكز الاحتجاز التي تديرها إدارة الأمن العام، اعتمادًا على موقعها.
يتم احتجاز السجناء الذكور البالغين والسجينات والمجرمين الأحداث في مرافق منفصلة، كما تعمل جميع السجون في الصين ضمن نظام العمل الجزائي، وبعض السجون لديها موظفو مبيعات بدوام كامل، وقد يتم أيضًا التعاقد مع السجناء من قبل الشركات كمصدر للعمالة الرخيصة والمطيعة. لا توفر الحكومة الصينية أموالاً كافية للسجون ومرافق الاحتجاز، ونتيجة لذلك يضطر موظفوها إلى توليد إيراداتهم الخاصة. إذا لم يقم موظفو السجون ومراكز الاحتجاز بتوليد إيراداتهم الخاصة، فلن يتمكنوا من تشغيل سجونهم ومراكز الاحتجاز الخاصة بهم. يتعرض السجناء في السجون الصينية لانتهاكات منهجية من قبل الحراس وسلطات السجن، ويُستخدم التعذيب بشكل روتيني في السجون الصينية لأغراض التحقيق والعقاب.

#### البالغين
يتعرض السجناء للعمل القسري، في كثير من الأحيان في ظل ظروف قاسية وعنيفة. أفادت التقارير أن معظم السجون تعمل بنظام يعتمد على النقاط، وهو ما يعني أن السجناء الذين اجتازوا اختباراتهم سيحصلون على تعويضات إضافية اعتماداً على عدد النقاط الإضافية التي حصلوا عليها. كما ينص القانون الصيني على أن السجناء يجب أن يتلقوا العلاج الطبي السريع، وأن تكون السجون مجهزة بمستشفيات، وفصل دراسي وغرفة قراءة. أما السجينات النساء يتم حجرهن في مرافق منفصلة، وتتم مراقبتهن من قبل ضابطات، ولا يُسمح للضباط الذكور بدخول هذه المرافق، وعندما يحتاجون إلى مقابلة سجين لأغراض رسمية، يجب أن يكونوا برفقة ضابطة، ومع ذلك، فقد وردت تقارير على نطاق واسع تفيد بأن الاعتداء الجنسي على السجناء من قبل السلطات منتشر على نطاق واسع في النظام الجزائي الصيني. تزعم الجمعية الدولية لحقوق الإنسان أن السجينات السياسيات يتعرضن في كثير من الأحيان للاغتصاب الجماعي بأمر من سلطات السجن.

#### الصغار
ينص القانون الصيني على أن من هم دون سن الثامنة عشرة عند الحكم عليهم يتم إرسالهم إلى سجن الأحداث، ومن يبلغون سن الثامنة عشرة أثناء احتجازهم لن يتم نقلهم إذا كانت بقية عقوبتهم أقل من عامين.

## التبديل
يُعرض استبدال الحكم على السجناء ذوي السلوك الجيد، وإذا تقدمت إدارة السجون بطلب استبدال الحكم أو الإفراج المشروط، فإن المحكمة المتوسطة في الولاية القضائية التي يقع السجن ضمنها ستفتح المحاكمة من أجل اتخاذ القرار بشأن استبدال الحكم والإفراج المشروط بناءً على المواد التي يقدمها موظفو السجن والشهادات التي يقدمها السجناء والحراس وزملاء الزنزانة، وستقوم النيابة العامة في المنطقة بإرسال ممثل لها إلى هذه المحاكمات. بالنسبة لأولئك المحكوم عليهم بالسجن المؤبد أو الإعدام مع تأجيل التنفيذ، سيتم النظر في استبدال أحكامهم أو الإفراج المشروط عنها في المحكمة العليا ذات الاختصاص القضائي المعني.

## العفو
في 28 أغسطس 2015، وقع شي جين بينج على أمر العفو الذي أدى إلى إطلاق سراح أكثر من ثلاثين ألف سجين، معظمهم شاركوا في الحرب الصينية اليابانية الثانية أو الثورة الشيوعية الصينية. هذه هي المرة الثامنة من هذا العفو، والمرة الأولى بعد أمر الرئيس ماو والرئيس ليو بهذا الحجم. ويمنح العفو بدستور جمهورية الصين الشعبية، واللجنة الدائمة للمجلس الوطني لنواب الشعب 